# Burros Blancos
El equipo Politécnico (de allí la inicial "P" del casco), llamado de los Burros Blancos, es el equipo de fútbol americano colegial mexicano representativo del Instituto Politécnico Nacional. Fundado en 1936, es uno de los equipos con mayor tradición, a pesar de que ha tenido una relativamente irregular participación en los torneos nacionales: de 1936 a 1957 jugó en la liga mayor; de 1958 a 2002 fue la selección institucional del IPN, jugando solo un partido anual en contra del seleccionado de la UNAM, el llamado Clásico Poli-Universidad.

## Historia

### Los Fundadores: La Selección de Escuelas Técnicas
El Instituto Politécnico Nacional fue creado en 1936 como la integración de escuelas técnicas que operaban independientemente desde años atrás, como la ESCA, la ESIME, la ESC, y el Instituto Técnico Industrial (ITI), entre otras. Algunas de esas escuelas ya contaban al menos desde 1926 con equipos de fútbol americano, como el caso de los representativos de la Escuela de Ingeniería Mecánica y Eléctrica; el de la Escuela de Comercio que dirigía José Martínez Zorrilla; y el de la Escuela de Constructores, entre otros más. Pero el equipo más importante era el del Instituto Técnico Industrial, con la dirección de Lauro Mendoza Ángel. Este equipo ya desde 1933 era reconocido por su alta calidad de juego.
En 1934, la Federación Deportiva de Escuelas Técnicas organizó una Selección con los mejores jugadores de estas escuelas, siendo el ITI la base del selectivo. Iniciaron su primera gira deportiva por Washington E.U., en donde enfrentaron al Central High School, ante el cual perdieron por 32-12. El 15 de noviembre de 1934 la Selección debutó en México, ganándole al Centro Atlético de México CAM, que había forjado su reputación al repetir como campeón durante los años de 1931 a 1933. De esta manera, la Selección irrumpía en el primer plano del Fútbol Americano con esperanzas de convertirse en uno de los grandes.
Los jugadores que integraron esta histórica Selección fueron: Octavio Gómez Haro (capitán), Ernesto Villarreal, Antonio Romay, Juan Ugalde, Ernesto Tepichín, José Ruiloba, Manuel Crespo, Jorge Luis Navarro Ureña ("El Adonis"), Arturo Enrique Díaz Cortés, Rodolfo Martínez Soto, Salvador Pinal, Manuel Uruchurtu, Luis Amezcua, Antonio Cámalich, Alberto Parra, Armando Gómez Aceves, José Manzanilla, Rafael Brizuela, Eugenio Durand, Mario Vázquez Lugo, Rafael Santín, Francisco Peláez, Alfredo Rodríguez H., Oswaldo Olvera, Vicente Cosme y el masajista Enrique Novoa. Más tarde la Selección se reforzó con jugadores del CAM y del Club Deportivo Internacional.

### Era del Reverendo Lambert J. Dehner
En 1936, el equipo debutó en la liga mayor como escuadra del entonces recién creado Instituto Politécnico Nacional, y con un nuevo nombre: Burros Blancos, debido a la simpatía que había despertado entre los jóvenes estudiantes una burrita blanca que pastaba en el Estadio Salvador Camino Díaz, en el Casco de Santo Tomás, el lugar de entrenamiento del equipo. En su primera actuación derrotó a la Horda Dorada de la Universidad por 6-0: era el 17 de octubre de 1936, cuando gracias a un pase que lanzó el fullback Roberto "Shorty" Uruchurtu a su hermano, el quarterback Manuel "Manny" Uruchurtu, el triunfo favoreció al Politécnico. Con ello se iniciaba la historia del "Clásico Poli-Universidad". En esa temporada el equipo no se coronó porque, sorpresivamente, sucumbió ante el Suizo, equipo al que había derrotado un mes atrás por ventaja de más de 30 puntos. A pesar de eso, lo importante fue que el equipo politécnico estaba ya en el máximo circuito y cumpliendo un papel de mucha altura y muchos de sus jugadores fueron Seleccionados Nacionales en varias ocasiones; cómo en el caso de Jorge Luis Navarro Ureña ("Alias El Adonis"), quién fuera seleccionado hasta en cinco ocasiones y otros tantos más.

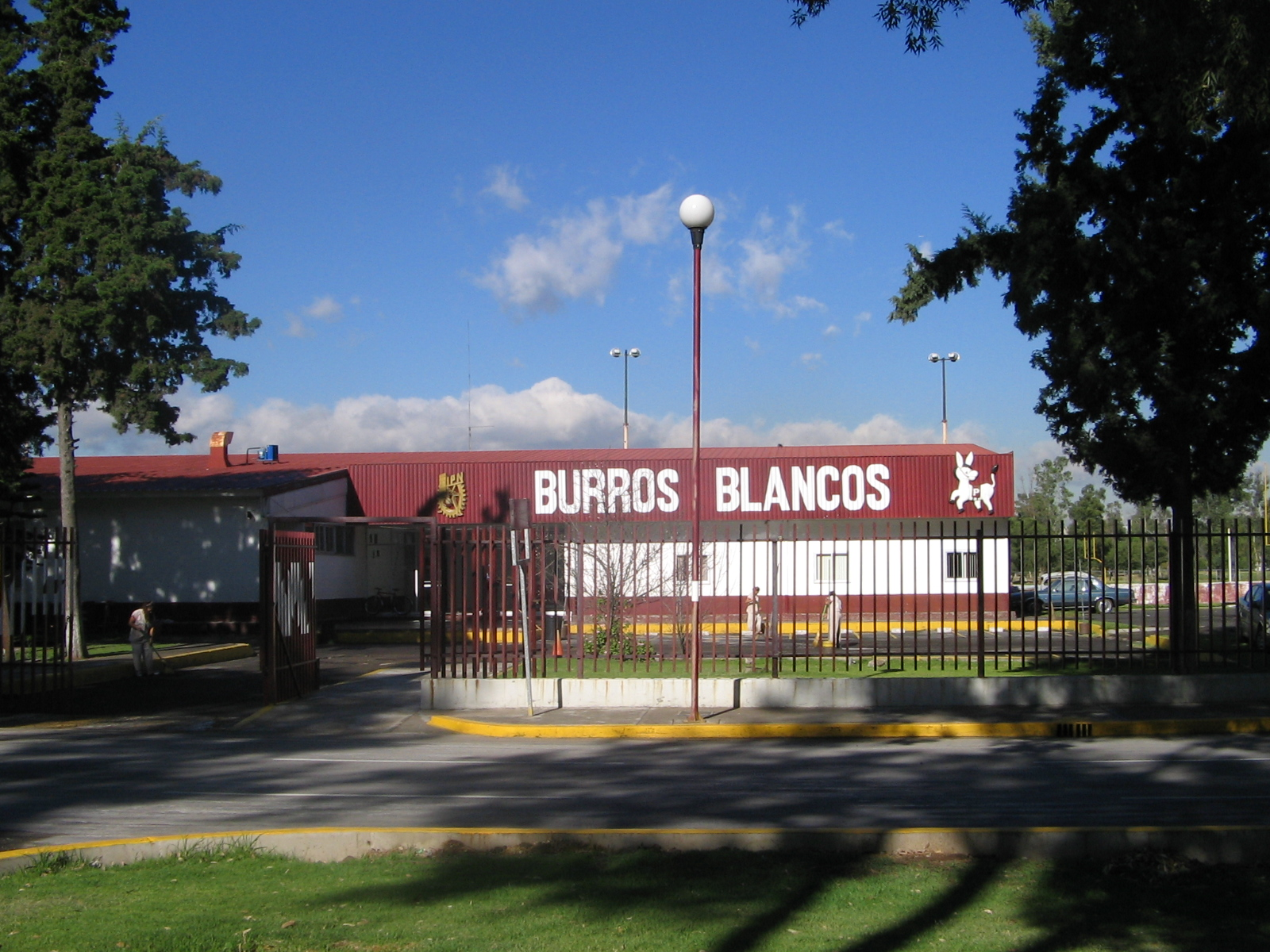
Casilleros de los Burros Blancos dentro del campus Zacatenco del IPN.

En 1938 el IPN venció a todos los competidores excepto a la Universidad, quedando muy cerca del campeonato. Los años siguientes fueron de crecimiento y organización, de modo que en 1939, con la participación decisiva de Francisco Laguardia, se formó el equipo infantil Politos. Ese año, el equipo del IPN sufrió una sorpresiva derrota 20-7 ante la YMCA, que nulificó el empate conquistado ante los Pumas el 14 de diciembre de ese año, por lo que nuevamente no obtuvo el campeonato.
En 1945, Burros Blancos conquistaron su primer campeonato venciendo a Pumas con apretado marcador de 13-12 y además alcanzaron el honor de ser el primer equipo mexicano que logró un triunfo ante un equipo estadounidense al derrotar al Stephen F. Austin, de Houston, Texas. Los jugadores más sobresalientes de aquel legendario equipo del '45 fueron: Sergio "Extensión" Cordero, Manuel Pastor, Manuel "Pibe" Vallarí, Enrique "Foco" Valero, Salvador "Tarzán" Saldaña, Juan Tepichín, Enrique "Manotas" Etchegaray, "Sordo" Quezada, Uriel González y Anastacio "Látigo" Gerner, Ramón "Monote" Allen quienes contribuyeron para acabar con los 12 años de dominio Puma. El entrenador fue el también legendario Reverendo Lambert J. Dehner.

### Era de Salvador "Sapo" Mendiola
En 1947 se jugó el Primer Tazón de Plata (ahora Tazón Azteca) contra los Ramblers de Randolph Field de E.U., equipo que contaba con cuatro "All Americans", entre ellos: "Doc" Blanchard, fullback; Arnold Tucker, quarterback (dos jugadores estrellas del equipo de la base aérea), además de jugadores de Army. Por parte de México fueron seleccionados los politécnicos Salvador "Tarzán" Saldaña, Uriel González, Manuel "Pibe" Vallarí, Juan Tepechín, Anastacio Gerner y Enrique Valerio, entre otros. Los seleccionados mexicanos jugaron un gran partido y ganaron por 24-19 en lo que se considera una de las más grandes hazañas de nuestro Fútbol Americano, nominándose como el Mejor Jugador del Partido al "Pibe" Vallarí. En 1948 el Politécnico, logró coronarse por segunda ocasión, en esta ocasión bajo la tutela del entrenador Salvador "Sapo" Mendiola; no obstante, el flamante campeonato se vio deslucido cuando unos días después, la Universidad salió airosa en el "Clásico", realizado por primera vez fuera de temporada regular.
Los dos años siguientes (1949-1950) fueron de gran importancia para el equipo Politécnico, particularmente 1950, cuando de manera invicta, logró su tercer campeonato derrotando al Pentatlón, YMCA, Escuela Normal, Tecnológico de Estudios Superiores de Monterrey, Universidad, México City College y Colegio Militar, en ese orden. Además, se obtuvieron dos triunfos consecutivos contra la Universidad además de otros tantos contra equipos extranjeros. Esta vez, la supremacía guinda fue indiscutible, siendo de nueva cuenta el entrenador Salvador "Sapo" Mendiola artífice del éxito.

### Era de Uriel González
En 1953, el Patronato de Fútbol Americano del IPN nombró a Uriel González, quien sería un entrenador triunfador de 1953 a 1957, logrando tres campeonatos consecutivos: 1953, 1954 y 1955. En 1953, no se llevó a cabo el clásico debido a situaciones extradeportivas, pero entre 1954 y 1955 hubo cinco "Clásicos", de los cuales solamente en una ocasión fueron derrotados por la Universidad, cuando estos aún contaban con el entrenador Roberto "Tapatío" Méndez. El periodo de Uriel González, a pesar de ser muy corto, fue extremadamente exitoso. Sin embargo, el alto grado de competitividad del equipo tuvo un aspecto negativo: el Patronato encabezado por Octavio Gómez Haro, dividió el equipo en 1958 con la idea de que tendría dos equipos competitivos en la liga. Aunque la idea resultó positiva en algún grado, la división de Burros Blancos contribuyó en cierta medida al ascenso de la Universidad como equipo dominante en los próximos años.

### Era del Poli-Guinda y del Poli-Blanco
A partir de 1958, Burros Blancos fue la selección del Politécnico y se dividió en el equipo de Medicina-ESIA (luego Poli-Guinda) y el de ESIME-Comercio (más tarde Poli-Blanco). Al primero lo dirigía Jacinto Licea y al segundo Manuel Rodero, ambos colaboradores de Uriel González. Al final de esta década (1959), la Selección del Politécnico derrotó a la Universidad por 20-12, en tanto el Poli Blanco logró importantes victorias en Houston. La década de los 60, no obstante el empeño de veteranos y noveles, resultó poco productiva y de repetidas derrotas ante el mayor rival, los Pumas de la UNAM. Así, en 1960 25 de noviembre, la selección politécnica, perdió por 7-6 y apenas si se palió la derrota con la nominación de Guillermo Areízaga, del Poli-Blanco, como Mejor Jugador. El Poli Blanco logró importantes victorias en Miami con Alberto Marin Robles, quien bloqueó en la conversión el pase que iba a ser el empate en el partido Poli Blanco-Miami en los últimos momentos del partido evitando con esto el posible empate y quedando el marcador 27-29 favoreciendo a los nacionales
En 1962, cuando se festejaban los 25 años de la fundación del IPN, la derrota ante los Pumas resultó aún más dolorosa, por 13-7; y aunque en 1963 se cobró la afrenta por un escandaloso 33-0, en 1964 otra vez los Pumas salieron con los puños en alto por marcador de 18-14. Sin embargo, lo peor no había pasado aún: en 1967 los Pumas se cobraron una cruel venganza y vencieron al Poli Guinda en el Estadio Ciudad de los Deportes por un desorbitado 52-0 que hizo explotar al entrenador Jacinto Licea. Pero en el Poli Blanco las cosas tampoco marchaban mejor y también perdieron 14-0 ante los Pumas. Burros Blancos perdió por 36-0 en el "Clásico", siendo esta la última temporada de los dos equipos Politécnicos y el cierre de una época de media luz.

### Era de Jacinto Licea: Las Águilas Blancas del IPN
Los problemas sociales de 1968 marcaron otro rumbo al deporte de las tacleadas y si bien en el IPN se decidió formar un solo equipo, con jugadores provenientes del Poli-Blanco y del Poli-Guinda y con Manuel Rodero como entrenador en jefe, lo cierto fue que los acontecimientos de ese año hicieron imposible el propósito. El Politécnico cerró esta década armando tres equipos: Búhos, de ESM-ENCB; Cheyenes, de ESIME-ESIA y Águilas Blancas, de ESCA-ESIQIE, que se enfrentaron, en ese orden, a Chapingo, Universidad de Nuevo León y Tecnológico de Monterrey. Los Búhos hicieron menos dolorosa esta época, al conquistar el campeonato invictos, con Jorge Villa colocado en el segundo lugar de los anotadores del torneo y nombrado "Jugador del Año".
Diversos cambios sucedieron en la década de los 70 cuando, al iniciarse, la UNAM decidió inscribir tres equipos en Liga Mayor: Cóndores, Águilas Reales y Guerreros Aztecas, que sumados a los tres del Politécnico, Chapingo, Universidad de Nuevo León y Tecnológico de Estudios Superiores de Monterrey, dieron forma a un campeonato con nueve participantes.
Sin embargo, por lo que respecta al IPN, el mejor equipo fue Águilas Blancas, con un tercer lugar, pero al revivirse el "Clásico", los Burros Blancos cayeron por 24-13. Por otro lado, al reanudarse el Tazón Azteca (antes de Plata) contra Mesaby College, el equipo nacional ganó 7-6, con destacada actuación de Hugo Lastinere, safety de Águilas Blancas
En 1971 se incorpora el equipo de "Pieles Rojas" como club y logra clasificarse como el mejor equipo, la liga pasando por encima de lo pactado antes de la temporada le "quita" el título de Campeón a Pieles Rojas y lo obliga a un juego extra contra Borregos del ITESM Monterrey. En 1972 ningún equipo politécnico logró clasificarse para playoffs y el Politécnico ganó el "Clásico" por 20-3 a los Pumas, en un juego dirigido por Jacinto Licea y gracias a los goles de campo de Guzmán Vera, el líder anotador de la liga.
Las Águilas Blancas obtuvieron su primer campeonato en 1973 y el "Clásico" lo ganaron Burros Blancos por 19-13, con el regreso de patada que logró Ricardo Villa de más de 60 yardas, para una anotación emocionante. Por desgracia, en un incidente lamentable murió una espectadora y ello obligó a la suspensión del "Clásico" el siguiente año.
En 1975 por primera vez en la historia del futbol americano de la máxima categoría el equipo Pieles Rojas como club bajo el mando del extraordinario Entrenador Manuel Rodero logra el campeonato al vencer 52-13 al acérrimo rival, Borregos del ITESM Mty.
En 1976 se crea otro equipo en el Politécnico, los Lobos Plateados de la ESIA. En 1981, se creó otro equipo más, la Ola Verde, que se incorpora a la Conferencia Nacional. Así, la creación de estas conferencias permite que se coronen dos equipos Politécnicos. las Águilas Blancas, por la Conferencia Metropolitana, y Lobos Plateados, por la Conferencia Nacional. El "Clásico" de 1981 lo ganaron los Burros Blancos por 23-20 a los Pumas. De 1982 a 1983 el "Clásico", se suspendió.
La temporada de 1984 en la Conferencia Nacional fue para la Ola Verde, que conquistó su segundo campeonato al derrotar a Búhos por 19-13. En 1984 desapareció Cheyenes y solamente tres equipos del Politécnico continuaban en la Conferencia fuerte. Lo más interesante de la temporada fue que sí se realizó el "Clásico" y los Politécnicos, dirigidos por Jacinto Licea, lograron un claro triunfo por 21-10.
En 1985 continuó el buen accionar de la Ola Verde en la Conferencia Metropolitana, en tanto que los Búhos clasificaron en la Nacional pero perdieron contra Toros Salvajes de Chapingo. Las Águilas Blancas clasificaron en segundo lugar y se enfrentaron a los Pieles Rojas, que hicieron la mejor temporada de toda su historia dentro del Politécnico, aunque sucumbieron ante Cóndores por 31-0 en el partido por el campeonato. El "Clásico" se perdió por 24-21. De 1986 a 2005 se jugaron 13 clásicos, de los cuales Burros Blancos salieron airosos en 6 ocasiones.

### Era de Ernesto Alfaro del Villar: Se crean los Burros Blancos de Zacatenco
En 2004, juegan su última temporada los Pieles Rojas en la Liga Mayor y para el 2006 se reestructura el fútbol americano del Politécnico en las instalaciones de Zacatenco, formándose un solo equipo, el de los Burros Blancos dentro de la Conferencia Nacional de la ONEFA. Se pretendió también desaparecer a las Águilas Blancas y renacer al equipo Politécnico de los Burros Blancos originales del Casco de Santo Tomás, como tiempo atrás habían reaparecido los Pumas CU de la UNAM; pero cuerpo técnico, jugadores y afición de las Águilas Blancas impidieron el cambio, concretándose solamente la fundación de los Burros Blancos de Zacatenco. 
| Edición | Año  | Marcador       | Edición | Año  | Marcador       | Edición | Año      | Marcador       |
| ------- | ---- | -------------- | ------- | ---- | -------------- | ------- | -------- | -------------- |
| I       | 1936 | UNAM 0-6 IPN   | XXV     | 1954 | UNAM 19-32 IPN | XLIX    | 1981     | UNAM 20-23 IPN |
| II      | 1936 | UNAM 14-6 IPN  | XXVI    | 1954 | UNAM 34-12 IPN | L       | 1984     | UNAM 10-21 IPN |
| III     | 1937 | UNAM 38-7 IPN  | XXVII   | 1955 | UNAM 0-21 IPN  | LI      | 1985     | UNAM 24-21 IPN |
| IV      | 1938 | UNAM 6-0 IPN   | XXVIII  | 1955 | UNAM 12-26 IPN | LII     | 1986     | UNAM 24-20 IPN |
| V       | 1939 | UNAM 20-0 IPN  | XXIX    | 1955 | UNAM 0-39 IPN  | LIII    | 1987     | UNAM 10-24 IPN |
| VI      | 1939 | UNAM 18-0 IPN  | XXX     | 1956 | UNAM 17-0 IPN  | LIV     | 1988     | UNAM 15-31 IPN |
| VII     | 1940 | UNAM 0-13 IPN  | XXXI    | 1956 | UNAM 7-27 IPN  | LV      | 1990     | UNAM 27-23 IPN |
| VIII    | 1940 | UNAM 12-12 IPN | XXXII   | 1957 | UNAM 14-6 IPN  | LVI     | 1991     | UNAM 26-21 IPN |
| IX      | 1941 | UNAM 12-0 IPN  | XXXIII  | 1957 | UNAM 19-19 IPN | LVII    | 1992     | UNAM 13-38 IPN |
| X       | 1941 | UNAM 13-13 IPN | XXXIV   | 1959 | UNAM 12-20 IPN | LVIII   | 1993     | UNAM 6-22 IPN  |
| XI      | 1942 | UNAM 13-0 IPN  | XXXV    | 1960 | UNAM 7-13 IPN  | LIX     | 1994     | UNAM 16-13 IPN |
| XII     | 1943 | UNAM 12-7 IPN  | XXXVI   | 1961 | UNAM 7-6 IPN   | LX      | 1995     | UNAM 27-20 IPN |
| XIII    | 1944 | UNAM 6-6 IPN   | XXXVII  | 1962 | UNAM 13-7 IPN  | LXI     | 1996     | UNAM 39-45 IPN |
| XIV     | 1944 | UNAM 8-0 IPN   | XXXVIII | 1963 | UNAM 0-33 IPN  | LXII    | 1997     | UNAM 18-23 IPN |
| XV      | 1945 | UNAM 6-0 IPN   | XXXIX   | 1964 | UNAM 18-14 IPN | LXIII   | 2001     | UNAM 31-3 IPN  |
| XVI     | 1945 | UNAM 7-27 IPN  | XL      | 1967 | UNAM 36-0 IPN  | LXIV    | 2002     | UNAM 28-26 IPN |
| XVII    | 1945 | UNAM 12-13 IPN | XLI     | 1970 | UNAM 24-13 IPN |         | 2013*    | UNAM 48-14 IPN |
| XVIII   | 1946 | UNAM 29-13 IPN | XLII    | 1971 | UNAM 17-7 IPN  |         | 2014*    | UNAM 27-16 IPN |
| XIX     | 1947 | UNAM 32-14 IPN | XLIII   | 1972 | UNAM 3-20 IPN  |         | 2016*    | UNAM 34-10 IPN |
| XX      | 1948 | UNAM 21-13 IPN | XLIV    | 1973 | UNAM 13-19 IPN |         | 2017*    | UNAM 24-23 IPN |
| XXI     | 1949 | UNAM 7-32 IPN  | XLV     | 1975 | UNAM 27-35 IPN |         | 2015*    | UNAM 30-0 IPN  |
| XXII    | 1950 | UNAM 26-39 IPN | XLVI    | 1976 | UNAM 34-7 IPN  |         | 2017* SF | UNAM 23-19 IPN |
| XXIII   | 1951 | UNAM 43-0 IPN  | XLVII   | 1977 | UNAM 15-7 IPN  |         | 2018*    | IPN 7-33 UNAM  |
| XXIV    | 1952 | UNAM 20-19 IPN | XLVIII  | 1978 | UNAM 13-10 IPN |         | 2018* SF | UNAM 11-14 IPN |